# باشگاه فوتبال اچ‌ان‌کی گوریتسا
باشگاه فوتبال اچ‌ان‌کی گوریتسا (به کرواتی: Hrvatski nogometni klub Gorica) یک باشگاه فوتبال در شهرک ولیکا گوریتسا، کرواسی است.
این باشگاه که در سال ۲۰۰۹ تأسیس شده سابقه دو قهرمانی در لیگ دسته فوتبال کرواسی را در کارنامه دارد.
ورزشگاه خانگی این باشگاه، ورزشگاه گرادسکی (Gradski Stadion) است که ظرفیت آن حدود ۵٬۲۰۰ نفر می‌باشد و هواداران این تیم معمولاً با شور و هیجان بازی‌های خانگی را دنبال می‌کنند. این تیم در طی مدت زمان کوتاهی پس از تأسیس، موفق به صعود از دسته‌های پایین‌تر به لیگ برتر شد و به عنوان نماینده‌ای از منطقه توروپولیج (Turopolje)، نقش مهمی در فوتبال کرواسی ایفا کرده است.
اچ‌ان‌کی گوریتسا به دلیل سرمایه‌گذاری‌های هوشمندانه، توسعه بازیکنان جوان و رویکردی مدرن در مدیریت، توانسته جایگاه خود را در میان تیم‌های برتر کرواسی تثبیت کند. این باشگاه به ویژه در سال‌های اخیر توانسته با عملکرد موفق در زمین مسابقه و ایجاد فرهنگ فوتبالی قوی در شهر ولیکا گوریتسا، توجه رسانه‌ها و علاقه‌مندان فوتبال را به خود جلب کند.